# Jean-Pierre Ducatez
Jean-Pierre Ducatez, né le 30 septembre 1941 à Paris, est un photographe français lauréat du prix Niépce 1969.

## Biographie
Jean-Pierre Ducatez est né le 30 septembre 1941.